# Al-Tahaddy Benghazi
Al-Tahaddy Sports Club é um clube de futebol da Líbia com sede em Bengasi.

## História
O clube foi fundado em 1954. Disputou a Copa da CAF de 2002, quando acabou eliminado na primeira fase, pelo FUS Rabat, do Marrocos.

## Títulos
| NACIONAIS | NACIONAIS                   | NACIONAIS | NACIONAIS         |
|           | Competição                  | Títulos   | Temporadas        |
| --------- | --------------------------- | --------- | ----------------- |
| Líbia     | Campeonato Líbio de Futebol | 3         | 1968, 1977, 1997. |
| Líbia     | Supertaça da Líbia          | 1         | 1997.             |

## Desempenho em competições da CAF
Liga dos Campeões da CAF
- 1969 : primeira rodada
- 1978 : segunda rodada
- 2018 : primeira rodada

Copa da CAF
- 2002 : primeira rodada